# Mercator (azienda)
Mercator (per intero Poslovni sistem Mercator d.o.o.) è una multinazionale slovena operante nel settore della grande distribuzione organizzata di alimentari e beni di largo consumo.

## Storia
Mercator è stata fondata nel 1949. Fino alla fine degli anni '90 era presente solo in Slovenia, successivamente l'azienda si è trasformata in multinazionale attraverso un piano di sviluppo e di acquisizioni che l'ha portata ad essere presente in tutti i paesi dell'ex-Iugoslavia e, dal 2009, anche in Bulgaria e in Albania.

## Paesi in cui è presente Mercator
- Slovenia dal 1949
- Croazia dal 2000
- Bosnia ed Erzegovina dal 2000
- Serbia dal 2002
- Montenegro dal 2007
- Macedonia del Nord dal 2009
- Bulgaria dal 2009
- Albania dal 2009